# Barkåker
Barkåker est une agglomération de la municipalité de Tønsberg, dans le comté de Vestfold, en Norvège.

## Description
Barkåker est une ville-gare sur le chemin de fer de Vestfold. La population est de 1 803 habitants au 1er janvier 2022.
Barkåker est situé au centre du Raet (grande moraine terminale scandinave), au milieu du comté, entre l'autoroute 19 (Hortensveien) et la route européenne 18 (E18) . L'usine de pain sans levain Korni est située à Barkåker. Il existe également plusieurs entreprises à Barkåker, dont Visma Retail.
La gare de Barkåker est maintenant fermée.

## Aire protégé
Au sud de Barkåker et de Tønsberg Airport, Jarlsberg (en) se trouve la petite réserve naturelle de Gullkronene, créée en 1980.

## Galerie

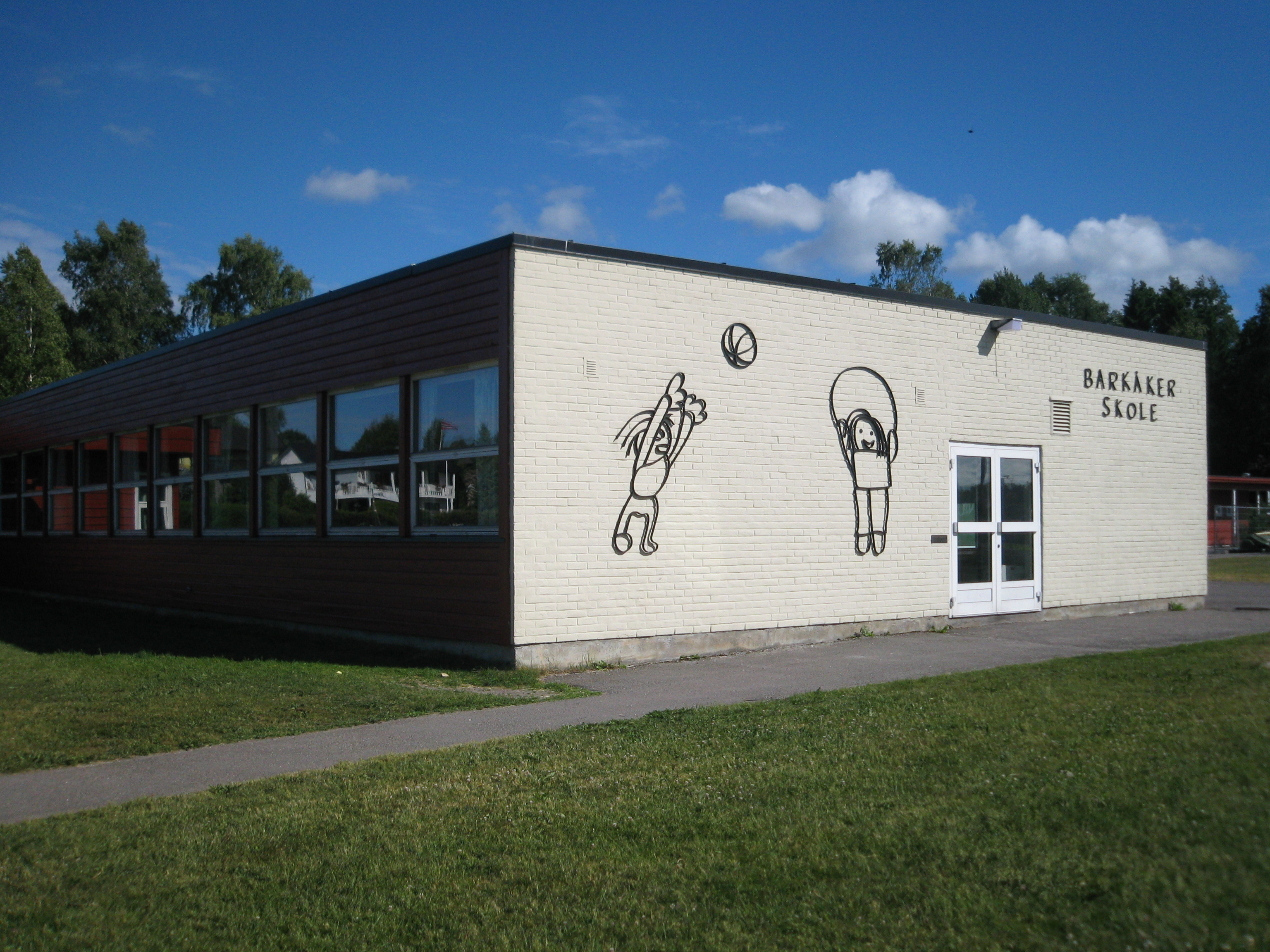
Ecole
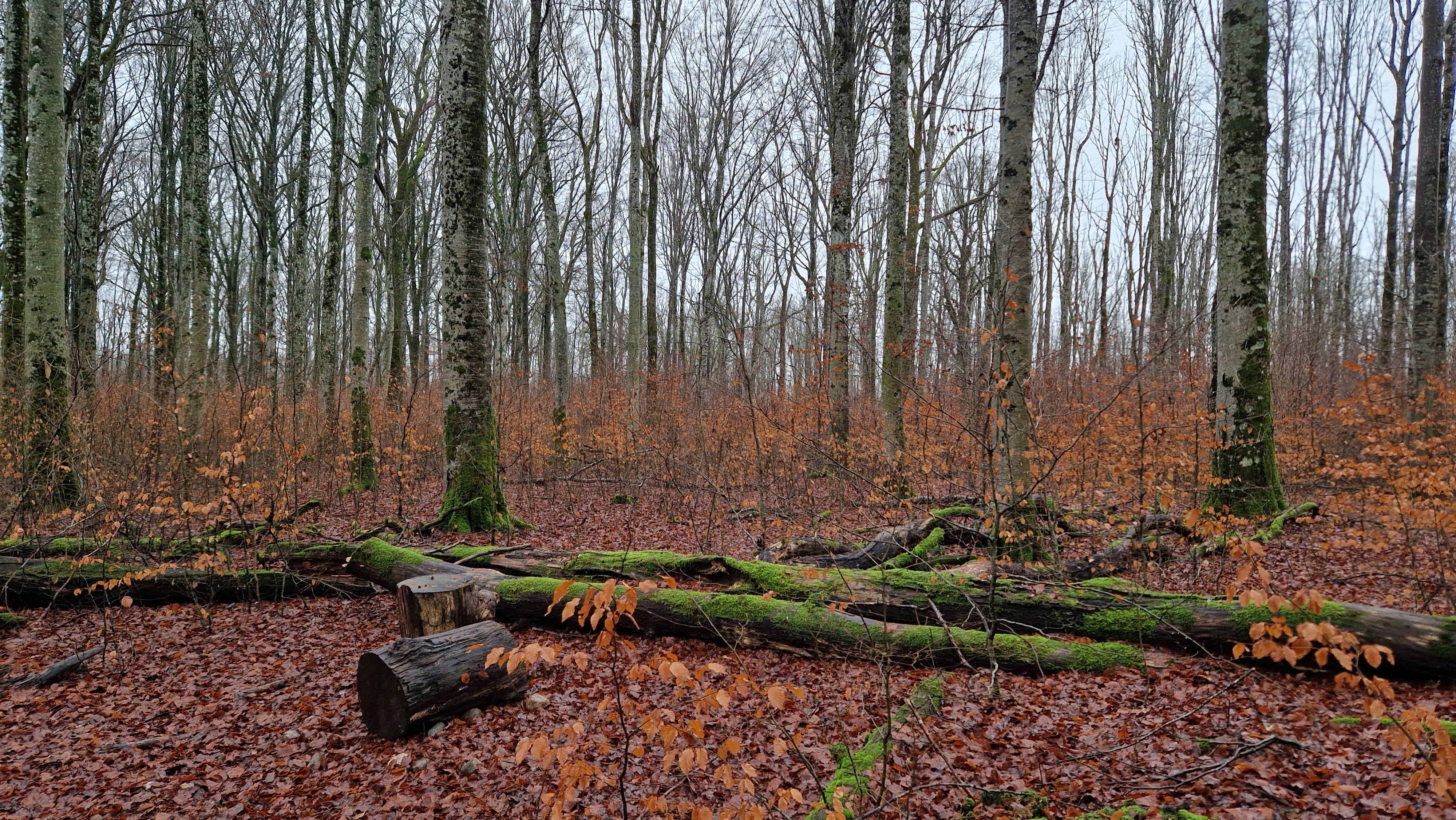
Réserve naturelle de Gullkronene